# Айна Султанова
Айна Султанова (1895, Пиребедиль — 1938) — азербайджанська державна діячка, революціонерка, феміністка та юристка. Одна з перших азербайджанських революціонерок. Вела революційну роботу в Москві, Астрахані, Баку (1918—1920). Перша редакторка журналу «Шарк гадини». Обіймала посади наркома юстиції і голови Верховного Суду Азербайджанської РСР.

## Біографія
Народилася в 1895 році в селищі Пиребедиль Кубинського повіту Бакинської губернії. Мала брата Газанфара Мусабекова. У 1912 році закінчила жіночу гімназію Святої Ніни в Баку (нині в будівлі гімназії розташована школа № 134). Після закінчення викладала в цій школі. У 1917—1918 рр. тісно співпрацювала з більшовиками. З липня 1918 року — член КПРС.
У серпні 1919-го року переїхала до Москви на навчання до Комуністичного університету імені Я. Свердлова. Одночасно з цим в 1919—1920 роках працювала в Москві секретаркою у відділі Близького Сходу при Народному комісаріаті закордонних справ Російської СФРР. У Радянському Азербайджані протягом десяти років працювала в апараті ЦК АКП(б) — спочатку інструкторкою-організаторкою жіночого відділу, з 1924 по 1930 роки — заступницею, а пізніше — завідувачкою відділу робітниць і селянок.
У 1930-1937 роках очолювала жіноче відділення в Закавказькому окружному комітеті ВКП(б). Після навчання в Московському інституті Червоної професури була призначена наркомом освіти, пізніше — наркомом юстиції.
Нагороджена орденом Трудового Червоного Прапора.
У липні 1937 року Айна Султанова поїхала до Москви з намірами відновитися в партії, однак майже відразу після приїзду заарештована. З пред'явленого обвинувачення випливало, що Айна Султанова займалася контрреволюційною діяльністю, спрямованою проти СРСР, брала участь у контрреволюційних розмовах. Поміщена до Бутирської в'язниці, а 1 листопада цього ж року в повній ізоляції від інших ув'язнених була перевезена спецконвоєм до Баку.
Під час слідства у справі Султанової часто виникали проблеми зі свідками і проблеми з показами. Жоден зі свідків не поміняв згодом свої свідчення, через що були відсутні вагомі причини для утримання Айни Султанової в ізоляції і проведення подальших слідчих дій.
Виїзною сесією Воєнної Колегії Верховного Суду СРСР під головуванням Матулевича, в ході 45-ти хвилинного судового засідання була засуджена до вищої міри покарання — розстрілу.
3 липня 1938 року Айна Султанова розстріляна разом з братом Газанфаром Мусабековим і чоловіком Гамідом Султановим як «вороги народу». У 1956 році реабілітована як обмовлена С. В. Атакішевим.

## Пам'ять

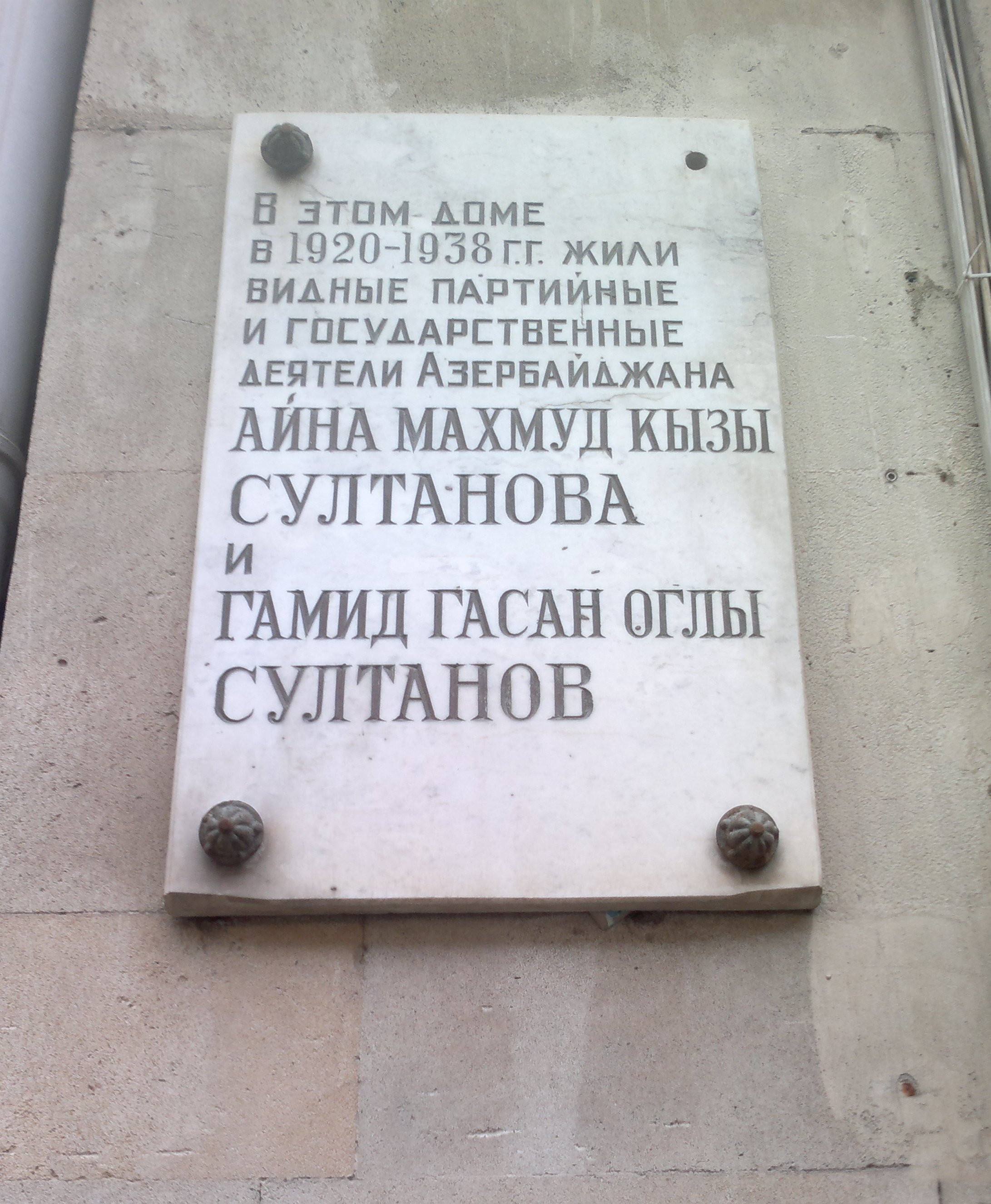
Меморіальна дошка на стіні будівлі посольства Ірану в Баку, в якому жили Айна та Гамід Султанови

У Баку й інших містах Азербайджану існують вулиці, які носять її ім'я.